# Maksim Mikhailov
Maxim Mikhaylov (em russo Максим Михайлов; Kusmolov, 19 de março de 1988) é um jogador de voleibol russo que conquistou pela Seleção da Rússia a medalha de bronze nos Jogos Olímpicos de 2008 e a de ouro nos Jogos Olímpicos de 2012. Atualmente joga pelo Zenit Kazan.

## Carreira

### Inicio
Mikhaylov cresceu perto de São Petesburgo. Ele começou a jogar voleibol aos oito anos e foi uma mera coincidência: "Quando eu tinha oito anos queria entrar em algum clube esportivo. Eu vi os jogadores de voleibol e gostei do esporte." Nos Jogos Olímpicos de 2008, Maxim conquistou a medalha de bronze. Na temporada 2010/11 e na 2011/12, Maxim ganhou a Superliga Russa jogando pelo Zenit Kazan, na última foi eleito MVP da competição. Em 2010 bateu um recorde no campeonato russo ao marcar 40 pontos em uma partida. No mesmo ano apesar de ganhar a prata na Liga Mundial de Voleibol foi o maior pontuador e recebeu o prêmio de melhor atacante.

### Anos 2010 - 2016
Ainda em 2010 teve o melhor ataque do Campeonato Mundial de 2010 com um aproveitamento de 58,82%.
Maxim ganhou a Liga Mundial de Voleibol de 2011, em que foi eleito o MVP e melhor bloqueador. Ainda foi o que mais pontuou com 103 acertos na fase final. No mesmo ano foi campeão da Copa do Mundo de Voleibol e nesta competição também foi MVP.
Em 2012 sagra-se campeão dos Jogos Olímpicos de 2012 e neste torneio foi o melhor atacante com eficiência de 43,06% e maior pontuador com 148 pontos (124 de ataque, 11 de bloqueio e 13 de saque), mesmo jogando com uma lesão sofrida em um amistoso contra a Bulgária dois dias antes do primeiro jogo nas Olimpíadas de Londres, no final do ano ainda ganhou o prêmio de melhor atacante da Copa Russa.
Em 2016, representou seu país nos Jogos Olímpicos de Verão no Rio de Janeiro, que ficou em quarto lugar.